# Phoenix-Park-Morde

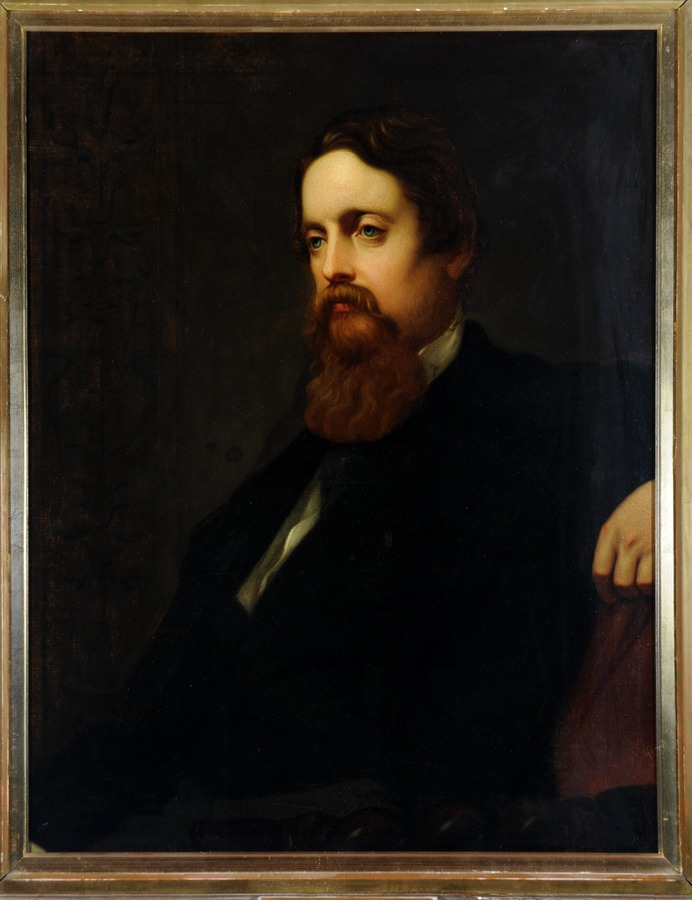
Lord Frederick Charles Cavendish (1836–1882)

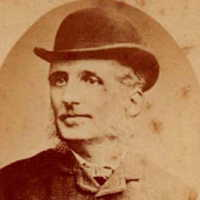
Thomas Henry Burke (1829–1882)

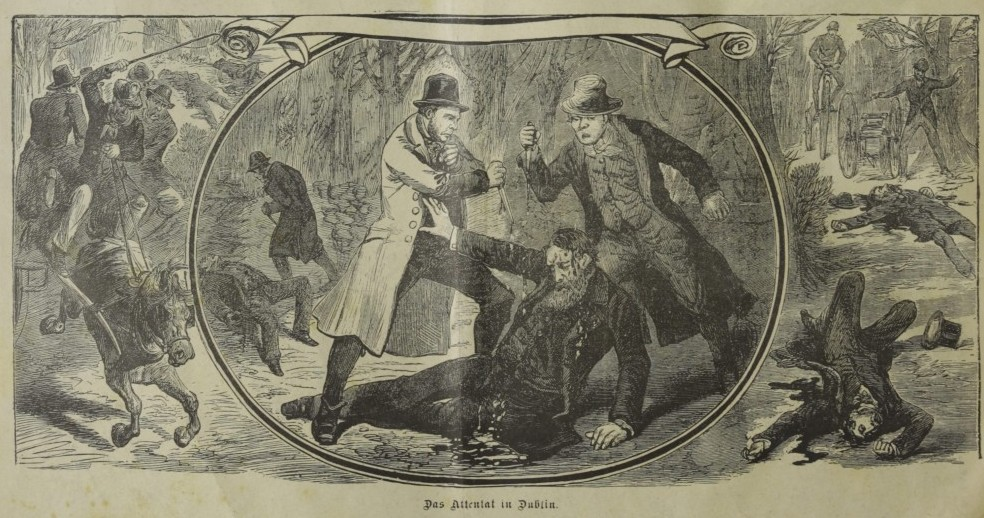
Zeitgenössische Darstellung der Phoenix-Park-Morde in der Wochenzeitung Das interessante Blatt vom 25. Mai 1882

Als Phoenix-Park-Morde (englisch Phoenix Park Murders) werden die Ermordung der beiden britisch-irischen Beamten Lord Frederick Cavendish und Thomas Henry Burke im Phoenix-Park in Dublin am 6. Mai 1882 bezeichnet. Verantwortlich für die Morde zeichneten Mitglieder der irisch-republikanischen Irish National Invincibles.

## Die Mordopfer
Thomas Henry Burke übte seit längeren Jahren das Amt eines Permanent Under Secretary (Unterstaatssekretär, Ministerialbeamter) in Irland aus und war das eigentliche Ziel des Mordanschlages. Burke war zwar selbst Katholik und gebürtiger Ire, hatte sich bei den irischen Nationalisten aber dadurch verhasst gemacht, dass er lange Zeit hohe Funktionen in der britisch-irischen Administration ausgeübt hatte. Insbesondere seine Maßnahmen während des sogenannten Land War in den 1870er und 1880er Jahren hatten ihn zur Zielscheibe der Nationalisten gemacht und er galt diesen als Verräter. Das andere Mordopfer, Lord Frederick Cavendish, war eigentlich nicht Ziel der Attentäter gewesen, sondern wurde eher zufällig als Begleiter Burkes zum Mordopfer. Der Lord war erst wenige Stunden vor seiner Ermordung von London kommend in Irland eingetroffen. Cavendish war ein enger Vertrauter des britischen Premierministers William Ewart Gladstone und hatte längere Zeit als dessen persönlicher Sekretär gearbeitet. Dieser hatte ihn schließlich im Mai 1882 zum Chief Secretary for Ireland ernannt und Cavendish hatte daraufhin die Reise nach Irland angetreten.

## Ablauf des Geschehens
Beide Opfer befanden sich auf dem Weg durch den Phoenix Park zum Viceregal Lodge (heute Áras an Uachtaráin), der Sommerresidenz des Lord Lieutenant of Ireland. Im Park wurden sie von mehreren Männern angegriffen und durch vielfache Messerstiche mit scharf geschliffenen chirurgischen Messern getötet. Der damalige Lord Lieutenant John Spencer, 5. Earl Spencer, hörte plötzlich Schreie, als ein Mann auf das Anwesen gerannt kam und rief „Lord Frederick Cavendish und Mr. Burke wurden umgebracht“. Die Verantwortung für diesen Mord wurde von einer kleinen republikanischen Gruppe mit dem Namen The Invincibles (die Unbesiegbaren) übernommen. Der Führer der Parlamentsfraktion der irischen Nationalisten Charles Stewart Parnell bot nach Bekanntwerden der Mordtat seinen Parlamentsrücktritt an, um so öffentlich gegen das Verbrechen zu protestieren. Das Angebot wurde von Premierminister Gladstone abgewiesen. Kurz nach der Tat konnten die Täter identifiziert und verhaftet werden. Die Invincibles James Carey, Michael Kavanagh und Joe Hanlon, erklärten sich bereit, als Kronzeugen der Anklage gegen die übrigen Tatbeteiligten auszusagen. James Carey, der Anführer der Invincibles entkam danach unter Schutz der britischen Regierung nach Kapstadt, wurde aber dort von dem Iren Patrick O’Donnell wegen dieses Verrats erschossen. Die anderen Invincibles Joe Brady, Michael Fagan, Thomas Caffrey, Dan Curley und Tim Kelly wurden wegen Mordes verurteilt und im Mai/Juni 1883 gehängt.
1887 wurde Parnell von der britischen Zeitung The Times aufgrund von angeblichen Briefen Parnells der Unterstützung der Morde beschuldigt. Eine Untersuchungskommission, eigentlich eingesetzt, um seine Schuld zu beweisen, sprach ihn aber von jeglicher Schuld frei. Im Februar 1890 wurde bekannt, dass die Briefe eine Fälschung des Anti-Parnell-Journalisten Richard Piggott waren, der kurz nach dem Bekanntwerden Selbstmord beging.